# Latiano
Latiano is een gemeente in de Italiaanse provincie Brindisi (regio Apulië) en telt 15.260 inwoners (31-12-2004). De oppervlakte bedraagt 54,8 km², de bevolkingsdichtheid is 278 inwoners per km².

## Demografie
Latiano telt ongeveer 5359 huishoudens. Het aantal inwoners daalde in de periode 1991-2001 met 1,4% volgens cijfers uit de tienjaarlijkse volkstellingen van ISTAT.
| Jaar | Inwoneraantal |
| ---- | ------------- |
| 1991 | 15.592        |
| 2001 | 15.371        |

## Geografie
Latiano grenst aan de volgende gemeenten: Brindisi, Francavilla Fontana, Mesagne, Oria, San Michele Salentino, San Vito dei Normanni.